# قائمة أنواع الشزندرة
يوجد عدة أنواع من جنس الشزندرة:	  
- شزندرة اليشانية (الاسم العلمي: Schisandra arisanensis)
- شزندرة ثنائية اللون (الاسم العلمي: Schisandra bicolor)
- شزندرة صينية (الاسم العلمي: Schisandra chinensis)
- شزندرة متطاولة (الاسم العلمي: Schisandra elongata)
- شزندرة جرداء (الاسم العلمي: Schisandra glabra)
- شزندرة خضراء مزرقة (الاسم العلمي: Schisandra glaucescens)
- شزندرة كبيرة الزهرة (الاسم العلمي: Schisandra grandiflora)
- شزندرة هنري (الاسم العلمي: Schisandra henryi)
- شزندرة لحمية (الاسم العلمي: Schisandra incarnata)
- شزندرة سنانية الأوراق (الاسم العلمي: Schisandra lancifolia)
- شزندرة طويلة الساق (الاسم العلمي: Schisandra longipes)
- شزندرة صغيرة السداة (الاسم العلمي: Schisandra micrantha)
- شزندرة مهملة (الاسم العلمي: Schisandra neglecta)
- شزندرة مبرعمة (الاسم العلمي: Schisandra perulata)
- شزندرة ممتلئة (الاسم العلمي: Schisandra plena)
- شزندرة متقاربة (الاسم العلمي: Schisandra propinqua)
- شزندرة زغباء (الاسم العلمي: Schisandra pubescens)
- شزندرة زغباء العروق (الاسم العلمي: Schisandra pubinervis)
- شزندرة عسماء (الاسم العلمي: Schisandra repanda)
- شزندرة حمراء الزهرة (الاسم العلمي: Schisandra rubriflora)
- شزندرة كروية (الاسم العلمي: Schisandra sphaerandra)
- شزندرة إسفينية المئبر (الاسم العلمي: Schisandra sphenanthera)
- شزندرة زغيباء (الاسم العلمي: Schisandra tomentella)
- شزندرة شبه متقاربة (الاسم العلمي: Schisandra parapropinqua)
- شزندرة إجاصية الورق (الاسم العلمي: Schisandra pyrifolium)
- شزندرة حمراء الورق (الاسم العلمي: Schisandra rubrifolia)